# Nikolaus von Siegen
Nikolaus von Siegen, auch Nicolaus de Siegen, (* um 1450 in Siegen; † 14. November 1495 in Erfurt) war ein Benediktinermönch, Geschichtsschreiber und Chronist.

## Wirken
Nikolaus von Siegen trat 1466 in das Erfurter Kloster St. Peter ein. Im Jahre 1471 empfing er die Priesterweihe. 1492 sollte Nikolaus Prior des Klosters Homburg an der Unstrut werden. Er schlug die Wahl jedoch aus und wurde deshalb nach Kleinreinsdorf geschickt. Dort war das ehem. St.-Martins-Kloster wieder aufgebaut worden und 1480 als Kartäuserkloster eingeweiht worden. Es erhielt den Namen „Das Haus der Verklärung Jesu Christi im Tal St. Mertens an der Pleiße“. Er kehrte jedoch nach kurzer Zeit zurück nach Erfurt.
Um das Jahr 1494 verfasste er sein Hauptwerk Chronicon ecclesiasticum, in dem die Geschichte des Benediktinerordens insbesondere die thüringische Geschichte mit den Beziehungen Erfurts zu Kurmainz abgehandelt wurde. Nikolaus von Siegen starb 1495 an der Pest.

## Schriften
- Chronicon Ecclesiasticum (Thüringische Geschichtsquellen, 2), hg. von Franz Xaver von Wegele, Jena 1855. XVI, 510 S. Originalbroschur (539-4673A) (Digitalisat), (Digitalisat)